# Wilhelm Schickard
Wilhelm Schickard   (Herrenberg, 22 d'abril de 1592 - Tübingen, 23 d'octubre de 1635) va ser un científic alemany creador de la primera màquina de calcular (mecànica) coneguda el 1623, vint anys abans de la màquina Pascalina de Blaise Pascal. Un incendi va destruir aquesta calculadora tot just va ser construïda i Schickard decidí abandonar el projecte. Aquesta invenció no es va conèixer fins a 1957 i, per tant, no va tenir impacte en el desenvolupament de les calculadores posteriors.
El 1623, Schickard inventà una calculadora que va anomenar rellotge calculador que va usar ell mateix per calcular taules astronòmiques. La màquina sumava i restava nombres de sis dígits i indicava si s'havia superat la capacitat de càlcul fent sonar una campana.

## Biografia
Schickard va néixer a la ciutat de Herrenberg, Alemanya, al 1592 i va ser educat a la Universitat de Tübingen, on va rebre el seu títol de graduat en teologia i llengües orientals l'any 1613. Aquest mateix any, va convertir-se en ministre luterà, feina que va realitzar fins 1619, quan li van oferir un treball com a professor d'hebreu a la seva alma mater.
Schickard va exercir de científic i de professor de llengües bíbliques, com l'arameu o l'hebreu, a Tübingen. L'any 1931, va ser nomenat professor d'astronomia, i en aquest període va inventar diversos objectes, per exemple, una màquina per calcular dades astronòmiques, o una altra per aprendre gramàtica hebrea. A més, va realitzar avenços al camp de la cartografia, produint mapes molt més exactes que els que s'havien estat elaborant fins a la data.
Wilhelm Schickard va morir víctima de la plaga bubònica a finals de l'octubre de 1635. Al 1651, l'astrònom italià Giovanni Riccioli va anomenar un cràter de la lluna amb el seu nom, homenatjant així la figura de Schickard.

## Teoria política
Al 1625, Schickard va publicar un tractat anomenat Misphat ha-melek, Jus regium Hebraoerum (en llatí i hebreu, traduït: La llei del rei). En aquest tractat, utilitza la literatura del Talmud i rabínica per analitzar la teoria política de l'antiga comunitat hebrea, i argumenta que la Biblia dona suport a la monarquia.

## Esbós d'un rellotge calculador

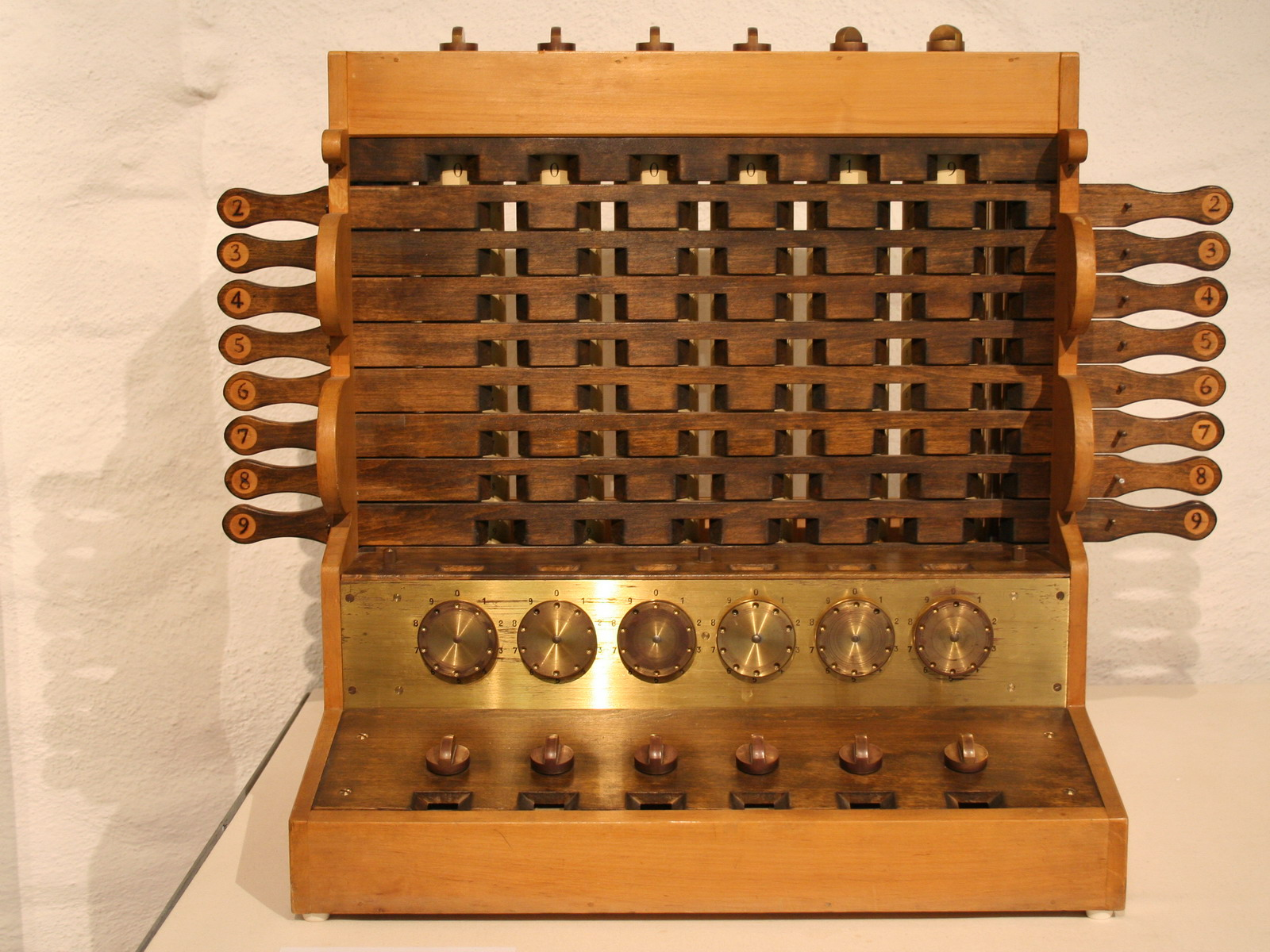
Rèplica de la calculadora de Schickard

### Història
Als anys 1623 i 1624, Schickard va informar a Kepler a través d'unes cartes de l'invent que va dissenyar i construir, al qual ell es referia com un "instrument aritmètic", però que després va ser descrit com un rellotge calculador. La màquina va ser dissenyada per calcular operacions de les quatre branques de l'aritmètica: la suma, la resta, la multiplicació i la divisió. Segons Schickard, també ajudaria a calcular taules astronòmiques als laboratoris. A més a més, la màquina podia sumar o restas nombres de sis xifres, i feia servir una campana per indicar una sobrecàrrega de capacitat. Aquesta màquina, als seus inicis, tenia la funció d'ajudar a sumar o multiplicar dos nombres de més d'una xifra. Amb aquest fi, Schickard va dissenyar un mecanisme que comptava amb un àbac neperià giratori. Fins it tot, incorporava una memòria addicional per enregistrar operacions de nivell mitjà. Schickard, arran de que veia que la seva màquina funcionava, va demanar-li a un constructor de rellotges, Johann Pfister, que li construís una màquina definitiva. Desgraciadament, va ser destruïda a un incendi quan encara no era acabada. Poc després d'això, Schickard va abandonar el seu projecte. Al 1635, va morir juntament amb tota la seva família, víctimes de la pesta bubònica, durant la Guerra dels Trenta Anys.
Per això, Kepler va utilitzar un altre invent de Napier per formular els seus càlculs: les taules de logaritmes. Per aquesta raó, Kepler va dedicar el seu llibre Ephemeris a John Napier.

### Les notes supervivents

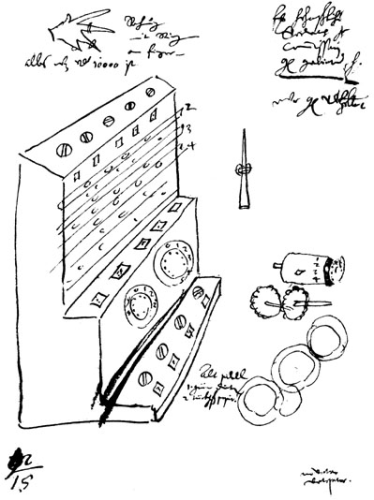
Dibuix original

Bruno von Freytag-Löringhoff, un professor de matemàtiques de la Universitat de Tübingen, va construir la primera rèplica de la màquina de Schickard l'any 1960, però per a construir la rèplica, va haver de millorar el disseny del mecanisme per tal que funcionés:
| «                                                                 | Aquest disseny aparentment simple presenta una sèrie de problemes pel qui vulgui construir una calculadora basant-se en ell. El major problema és conseqüència del fet que una sola dent ha de encaixar amb les dents de la roda intermèdia, girar-la 36 graus i després sortir, a la vegada que gira 36 graus sobre el seu eix. La solució més fàcil per aquest problema es treure la roda intermèdia i afegir dos engranatges, un amb les dents llargues i un altre amb les dents curtes, i una distensió de ressort, que permetria als engranatges para-se en llocs específics. No se sap si Schickard va usar aquest mecanisme, però a les répliques del doctor Freytag-Löringhoff funciona perfectament | » |
| — Michael R Williams, History of Computing Technolgy, IEEE (1997) | |   |

Això, però, no ens diu si la màquina de Schickard realment funcionaba a l'època. El paper que jugava la distensió no s'aclara a les cartes que Schickard va enviar a Kepler, però, tenint en compte que només eren notes i no dissenys concrets, no podem interpretar que estava enganyant a Kepler, ja que havia dit prèviament que la seva màquina funcionava. Per altra banda, nombrosos rellotgers van corroborar que l'ús de d'una distensió de captament era necessari al disseny i, ja que Schickard colsultava a rellotgers per dissenyar la seva màquina, és probable que l'hagués inclòs abans de donar-la per acabada.
Després de la construcció de les rèpliques, es va trobar un problema al mecanisme: el mecanisme d'una sola dent no serviria si la càrrega havia de ser transportada a molts llocs, com era el cas. Caldria tanta força que, tard o d'hora, s'acabaria espatllant el mecanisme general.

## Redescobriment al segle XX
Schickard es va fer famós a la segona part del segle XX després que Franz Hammer, biògraf (juntament amb Max Caspar) de Johannes Kepler, afirmés que els dibuixos d'un rellotge calculador, vint anys anterior al llançament públic de la calculadora de Pascal, havia estat descobert en dues cartes desconegudes escrites per Schickard a Johannes Kepler entre 1623 i 1624.
Max Caspar, un dels biògrafs de Kepler, havia trobat aquestes dues cartes de Schickard l'any 1935. Basant-se en aquests descobriments, el doctor Franz Hammer, el 1957 va qüestionar el fet que Pascal hagués inventat la calculadora fent públics els esbossos que es van trobar a les cartes rebudes per Kepler, datades vint anys abans de l'invent de Pascal.Hammer va afirmar que, Blaise Pascal havia estat celebrat com l'inventor de la calculadora mecànica durant més de tres-cents anys, per error, pel fet que aquestes cartes havien romàs perdudes durant tot aquest temps.
| «                                                                  | La invenció de Pascal de la màquina de calcular, fa tres-cents anys, la va fer quan tenia dinou anys. Va ser esperonat en veure la càrrega del treball aritmètic que implicava el treball oficial del seu pare com a supervisor dels impostos a Rouen. Va concebre la idea de fer el treball mecànicament i va desenvolupar un disseny adequat per a aquest propòsit, mostrant aquí la mateixa combinació de ciència pura i geni mecànic que va caracteritzar tota la seva vida. Però una cosa era concebre i dissenyar la màquina, i una altra fer-la servir una i na altre vegada. Aquí eren necessaris aquells regals pràctics que va mostrar més tard en els seus invents ... | » |
| — Prof. S. Chapman, Pascal tercentenary celebration, Nature (1942) | |   |

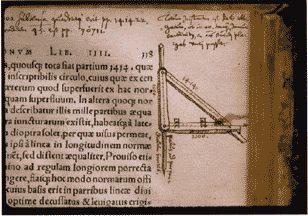
Dibuix d'un triquetrum per Wilhelm Schickard

Després d'un examen acurat es va comprovar que els dibuixos de Schickard havien estat publicats al segle XVIiI (a partir del 1718), que la seva màquina no estava completa i necessitava rodes i molles addicionals i que estava dissenyada al voltant d'un mecanisme de transport de dents individuals, que no funcionava correctament quan s'utilitzava per calcular els rellotges.
La màquina de Schickard va ser el primer de diversos dissenys del segle XVII; de màquines per calcular amb "entrada directa" (incloent els dissenys de Blaise Pascal, Tito Livio Burattini, Samuel Morland i René Grillet). La màquina de Schickard va ser particularment notable per la integració d'un enginyós sistema de varetes rotatives de Napier per a la multiplicació afegit sobre el disseny primigeni de màquina de sumar. Era accionada per unes manetes giratòries d'entrada, amb un registre de nombres rotatius que apareixien a unes finestres com sortida. Taton va argumentar que el treball de Schickard no va tenir cap impacte en el desenvolupament de les calculadores mecàniques posteriors. Tanmateix, s'hauria de debatre sobre què es pot definir com "calculadora mecànica" i els dispositius derivats posteriors, com ara els instruments de multiplicar i sumar de Moreland quan s'utilitzen junts, la Cístula de Caspar Schott, la "machine arithmétique" de René Grillet i el calculador rabdològic de Claude Perrault de finals del segle xix, i més tard, el Bamberger Omega que es va desenvolupar a principis del segle xx, segurament va seguir el mateix camí iniciat per Schickard amb la seva innovadora combinació per ajudar a la multiplicació de varetes de Napier i la màquina de sumar primigènia.

### Controvèrsia
Tot i que Schickard va dissenyar la seva màquina vint anys abans, avui dia continua el debat sobre qui hauria de ser considerat l'inventor de la calculadora, si Schickard o Pascal. Per una banda, els esbossos de Schickard suposen la primera descripció d'una calculadora, però el mecanisme de transport d'aquest disseny no és aclarit del tot i, pel que podem extreure de les notes, si una càrrega havia de ser transportada a molts llocs, el mecanisme es trencaria. Per altra banda, tenim exemples de l'època de la calculadora de Pascal que funcionen perfectament, però, és clar, va ser construïda vint anys després de l'alemany.
Aquest debat es tracta de manera més pausada a l'article Schickard versus Pascal: An Empty Debate (Arxivat 2014-04-08 a Wayback Machine.). D'aquí podem extreure que les dues màquines eren radicalment diferents, ja que la de Pascal va ser dissenyada inicialment només per sumar i restar. La màquina de Schickard podia espatllar-se si la càrrega havia d'anar a molts marcadors, però es podia restar només revertint el moviment d'aquests marcadors, cosa que la Pascalina no podia fer. A més a més, la màquina dissenyada per Schickard avisaba amb un so quan un producte era massa gran pels marcadors disponibles. Això no passava a la Pascalina.
Tanmateix, en contraposició a les intencions de Pascal - que volia construir la màquina pel seu pare, i més tard, la va comercialitzar, la màquina de Schickard tenia l'objectiu d'ajudar en la multiplicació i la divisió. Els experiments que s'han fet construint rèpliques modernes de les dues màquines diuen que hi han diversos aspectes del disseny que, a la pràctica, podien entorpir el mecanisme de tant la Pascalina com la màquina de Schickard. Les rèpliques modernes de la Pascalina mostren que, amb uns retocs, pot funcionar perfectament per sumar. La màquina de Schickard, per altra banda, podia fer càrregues a massa marcadors a la vegada, però, quan ocorria, no podia continuar si no era amb l'ajuda de l'operador. En conclusió, cap dels dos dissenys va ser un èxit total, ja que no es podien utilitzar sense que donessin cap mena de problema.